# ARV General Salóm (F-25)
La fregata venezuelana General Salóm è la quinta di sei unità missilistiche della Classe Mariscal Sucre tipo Lupo che il Venezuela ordinò ai cantieri italiani nel 1975 e che costruite tra il 1976 e il 1979 entrarono in servizio tra il 1980 e il 1982. È intitolata a Bartolomé Salóm (1780-1863) che fu generale durante la guerra d'indipendenza del Venezuela.
Il General Salóm è stato costruito nei Cantieri Navali Riuniti, (società allora controllata dalla Fincantieri), di Ancona in Italia ed è entrato in servizio nella marina venezuelana il 3 aprile 1982.

## Servizio
Nel corso degli anni ha partecipato ad importanti esercitazioni navali internazionali ed è stata protagonista dell'esercitazione multinazionale UNITAS.
Col cambio di nome della forza navale venezuelana, il prefisso dell'unità è diventato da ARV a AB (Armada Bolivariana).

## Galleria d'immagini

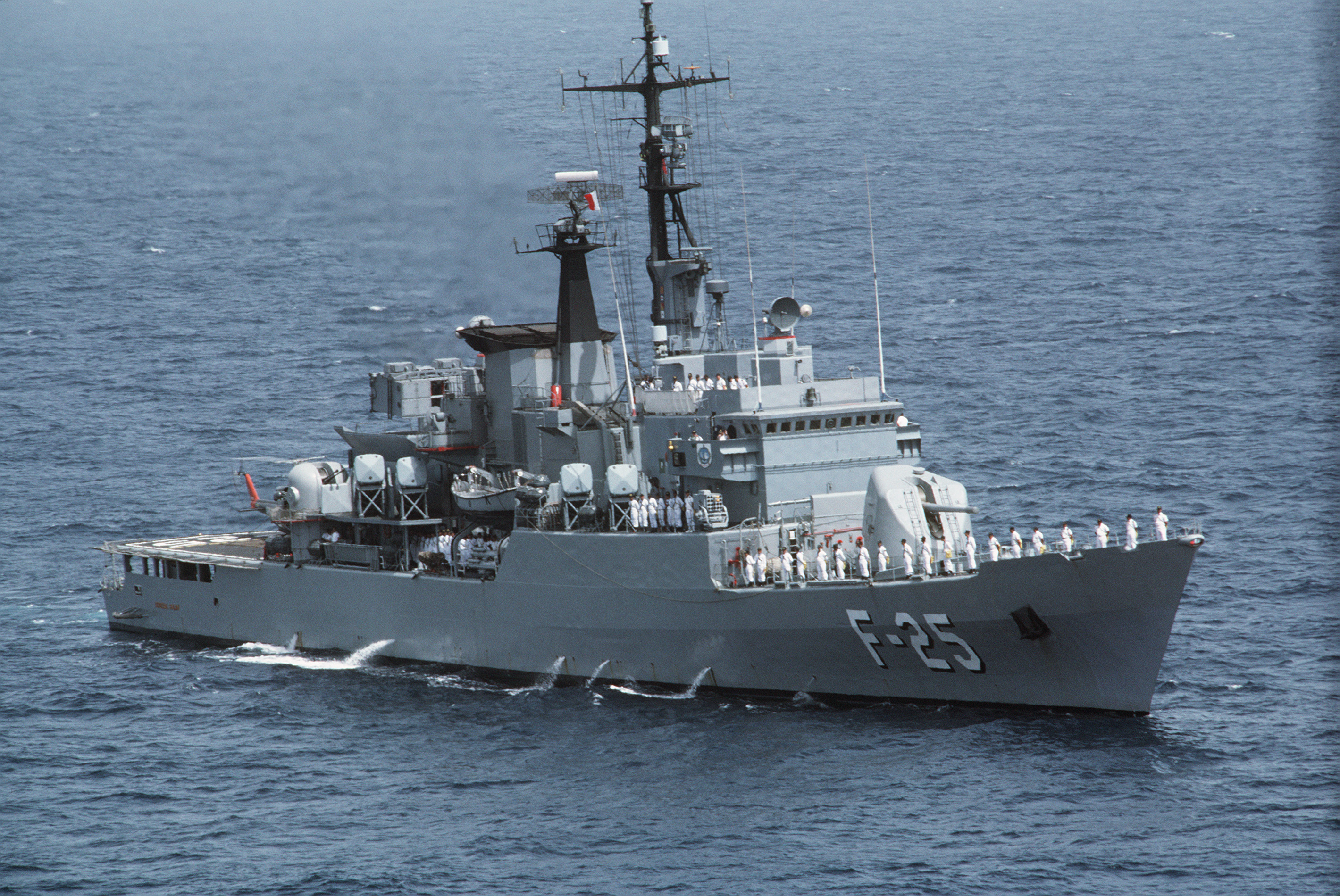
Il General Salóm in navigazione
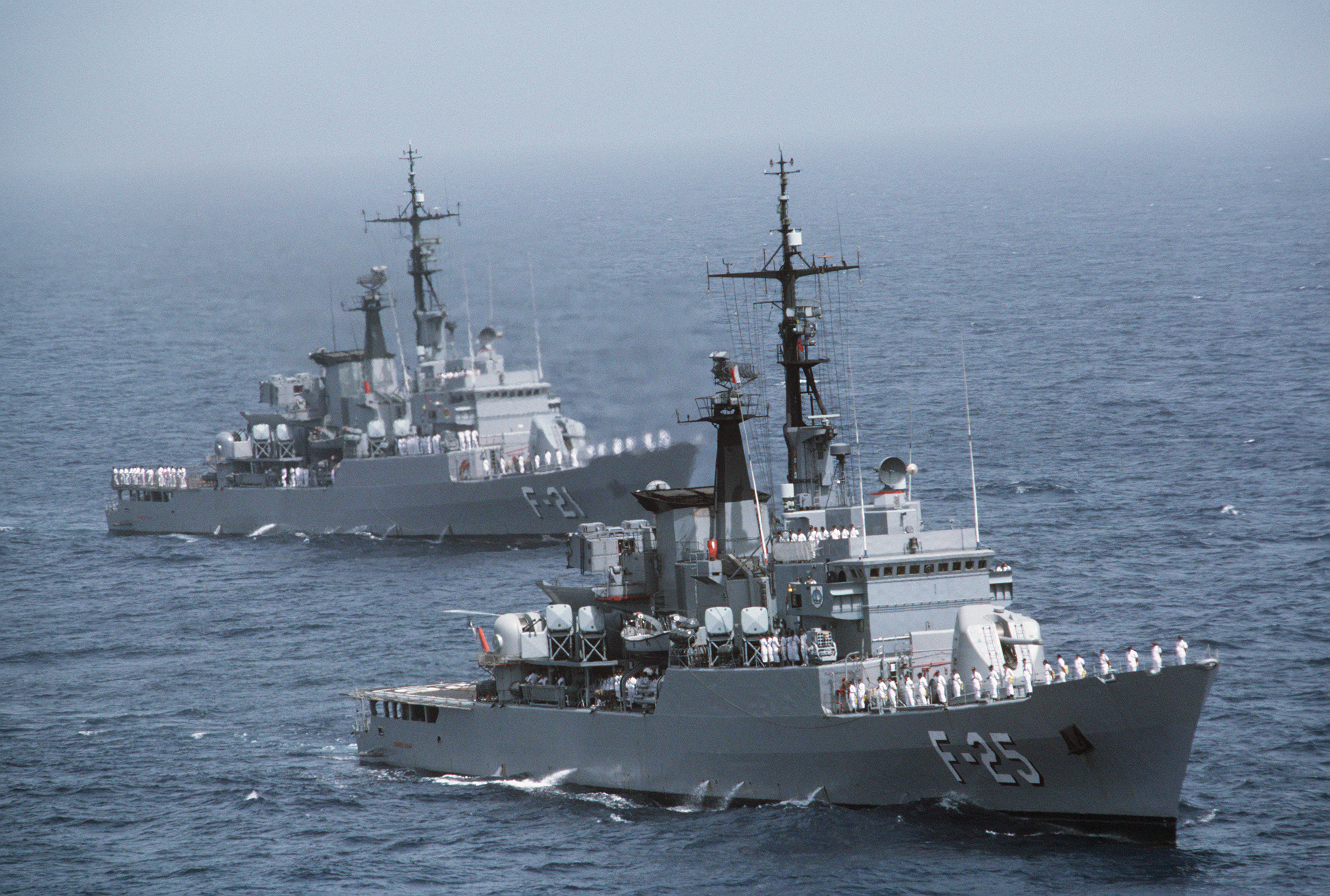
Il General Salóm impegnato in manovra con il Mariscal Sucre